# Nicolas Mas
Nicolas Mas (ur. 23 maja 1980 r. w Perpignan we Francji) – francuski rugbysta, grający na pozycji filara młyna w reprezentacji narodowej oraz w zespole Perpignan, którego jest kapitanem. Zdobywca srebrnego medalu podczas Pucharu Świata w Rugby w 2011.

## Kariera klubowa
Grać w rugby rozpoczął w wieku 11 lat w klubie ES Catalane w Argelès-sur-Mer, mieszkając wówczas w pobliskim Montesquieu-des-Albères. W latach 1996 i 1997 wygrał mistrzostwa Francji w swojej kategorii wiekowej.
W wieku 19 lat podpisał kontrakt z USA Perpignan, w którym występuje do tej pory. Zadebiutował w najwyższej klasie rozgrywek w 2001 roku meczem z CA Périgourdin i w tym samym sezonie rozegrał swoje pierwsze mecze w Europejskim Pucharze Challenge. Przez kolejne 10 sezonów występował w Pucharze Heinekena, w sezonie 2002-03 dochodząc do finału. Po słabszym sezonie 2010-11 drużyna ponownie trafiła do Europejskiego Pucharu Challenge.
Od sezonu 2008-2009 kapitan drużyny. Trzykrotnie występował w finale Top 14, w 2009 r. zdobywając mistrzostwo Francji.

## Kariera reprezentacyjna
W kadrze narodowej zadebiutował w przegranym meczu z Nową Zelandią 28 czerwca 2003. Jednak do roku 2007 zagrał jedynie w pięciu meczach przegrywając rywalizację o miejsce w składzie z takimi zawodnikami jak Pieter de Villiers i Sylvain Marconnet, a dodatkowo w 2005 r. doznając kontuzji kręgosłupa, która wyeliminowała go z gry na siedem miesięcy, a w 2006 nadrywając mięśnie łydki.
Początkowo nie znalazł się w gronie 30 zawodników wybranych przez ówczesnego selekcjonera Bernarda Laporte'a na Puchar Świata w Rugby 2007, jednak kontuzja Sylvaina Marconneta utorowała mu drogę do kadry na zakończony czwartym miejscem turniej.
Za kadencji Marca Lièvremonta stał się podstawowym zawodnikiem reprezentacji. Uczestniczył w 35 z 45 meczów kadry rozegranych w ciągu czterech lat pod wodzą tego trenera. W Pucharze Sześciu Narodów zagrał we wszystkich meczach edycji 2008, 2010 i 2011, w 2010 r. wygrywając ten turniej okraszony jeszcze Wielkim Szlemem i nagrodą dla najlepszego zawodnika w ostatnim meczu.
Dobra forma spowodowała, że został zgłoszony do składu na Puchar Świata w Rugby 2011. Opuściwszy pierwsze trzy spotkania z powodu kontuzji, zagrał w czterech meczach turnieju zakończonego zdobyciem srebrnego medalu.

## Osiągnięcia
- Puchar świata w rugby: 2. miejsce – 2011; 4. miejsce – 2007
- Puchar Sześciu Narodów: zwycięstwo – 2007, 2010
- Wielki Szlem: 2010
- Top 14: mistrzostwo – 2009; finał – 2004, 2010
- Puchar Heinekena: finał – 2002-03